# Quercus oidocarpa
Quercus oidocarpa är en bokväxtart som beskrevs av Pieter Willem Korthals. Quercus oidocarpa ingår i släktet ekar, och familjen bokväxter. Inga underarter finns listade.